# Пісочничні

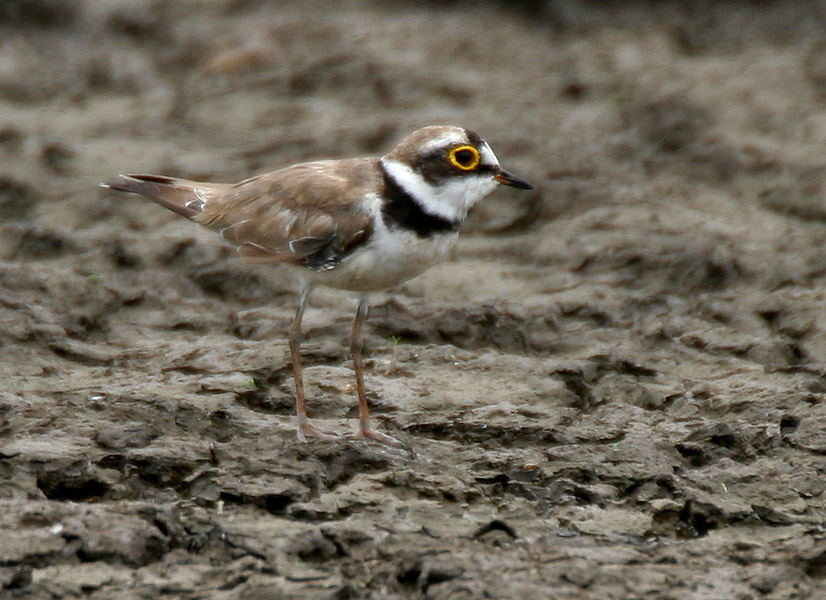
Charadrius dubius

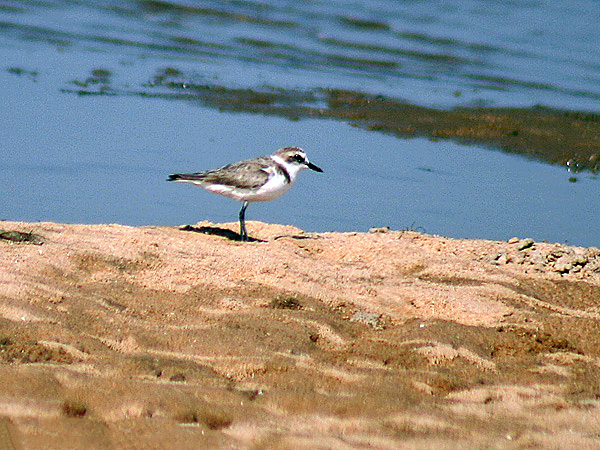
Charadrius alexandrinus

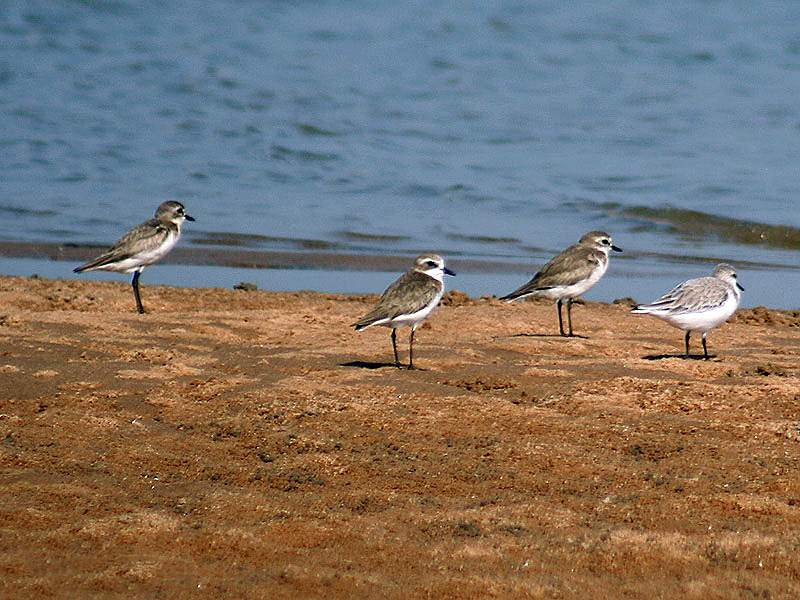
Charadrius mongolus

Пісочничні (Charadriinae) — підродина прибережних птахів родини сивкових (Charadriidae) ряду сивкоподібні (Charadriiformes).
Поширені по всьому світу. Характеризуються відносно короткими кігтями на ногах. Живляться в основному комахами, червами та іншими безхребетними

## Класифікація
Підродина включає близько 40 видів:
Рід Anarhynchus — криводзьобий пісочник
- Anarhynchus frontalis — пісочник криводзьобий

Рід Charadrius — пісочник
- Charadrius alexandrinus — пісочник морський
- Charadrius alticola — пісочник степовий
- Charadrius asiaticus — пісочник каспійський
- Charadrius bicinctus — пісочник рудоволий
- Charadrius collaris — пісочник пампасовий
- Charadrius dubius — пісочник малий
- Charadrius falklandicus — пісочник фолклендський
- Charadrius forbesi — пісочник буроголовий
- Charadrius hiaticula — пісочник великий
- Charadrius javanicus — пісочник яванський
- Charadrius leschenaultii — пісочник товстодзьобий
- Charadrius marginatus — пісочник білолобий
- Charadrius melodus — пісочник жовтоногий
- Charadrius modestus — пісочник сірощокий
- Charadrius mongolus — пісочник монгольський
- Charadrius montanus — пісочник гірський
- Charadrius morinellus — хрустан
- Charadrius obscurus — пісочник маорійський
- Charadrius pallidus — пісочник блідий
- Charadrius pecuarius — пісочник-пастух
- Charadrius peronii — пісочник малазійський
- Charadrius placidus — пісочник усурійський
- Charadrius ruficapillus — пісочник рудоголовий
- Charadrius sanctaehelenae — пісочник атлантичний
- Charadrius semipalmatus — пісочник канадський
- Charadrius thoracicus — пісочник мадагаскарський
- Charadrius tricollaris — пісочник білобровий
- Charadrius veredus — пісочник довгоногий
- Charadrius vociferus — пісочник крикливий
- Charadrius wilsonia — пісочник довгодзьобий

Рід Elseyornis — чорнолобий пісочник
- Elseyornis melanops — пісочник чорнолобий

Рід Oreopholus — тонкодзьобий хрустан
- Oreopholus ruficollis — хрустан тонкодзьобий

Рід Peltohyas — австралійський пісочник
- Peltohyas australis — пісочник австралійський

Рід Phegornis — андійський пісочник
- Phegornis mitchellii — пісочник андійський

Рід Pluvialis — сивка
- Pluvialis apricaria — сивка звичайна
- Pluvialis fulva — сивка бурокрила
- Pluvialis dominica — сивка американська
- Pluvialis squatarola — сивка морська

Рід Thinornis
- Thinornis cucullatus (або Thinornis rubricollis) — пісочник чорноголовий
- Thinornis novaeseelandiae — пісочник чорнощокий